# KRCR-TV
KRCR-TV est une station de télévision américaine affilié au réseau ABC détenue par Sinclair Broadcast Group et située à Redding / Chico en Californie sur le canal 7.
La chaîne est couplée avec KAEF qui dessert le marché de Arcata et Eureka, Fortuna, et partage une partie de ses programmes en tant que semi-satellite.

## Historique
Le 23 août 2011, Disney-ABC Television Group anonnce que KRCR-TV et KAEF, deux chaînes affiliées à ABC et détenues par Bonten Media Group diffuseront Live Well Network, sur le troisième sous-signal.

## Diffusion
| KRCR | KAEF | Résolution | Ratio | Programmation      |
| ---- | ---- | ---------- | ----- | ------------------ |
| 7.1  | 23.1 | 720p       | 16:9  | KRCR-KAEF / ABC HD |
| 7.2  | 23.2 | 480i       | 4:3   | Me-TV              |
| 7.3  | 23.3 | 480i       | 4:3   | Movies!            |